# Musée de Guellala
Le musée de Guellala est un musée ethnographique connu pour ses artisans et sa poterie, situé à Guellala, sur l'île de Djerba, dans le sud de la Tunisie.

## Emplacement
Le musée, inauguré en 2001, se trouve sur la colline de Tassita qui constitue le point culminant de l'île de Djerba. 

## Collections
Avec plus de 4 000 mètres carrés d'exposition, il offre une série de pavillons indépendants qui développent chacun un thème (fêtes, traditions et coutumes, artisanat, mythes et légendes, musique traditionnelle, mosaïques ou encore calligraphie arabe). 
Il illustre de nombreuses scènes folkloriques telles que les différentes étapes du mariage traditionnel, la circoncision rituelle ou les rites des zaouïas. L'un des espaces est également consacré à la vie des Juifs de Djerba. 
Diverses activités économiques, telles que le broyage des olives par un chameau ou le tissage, sont aussi représentées.

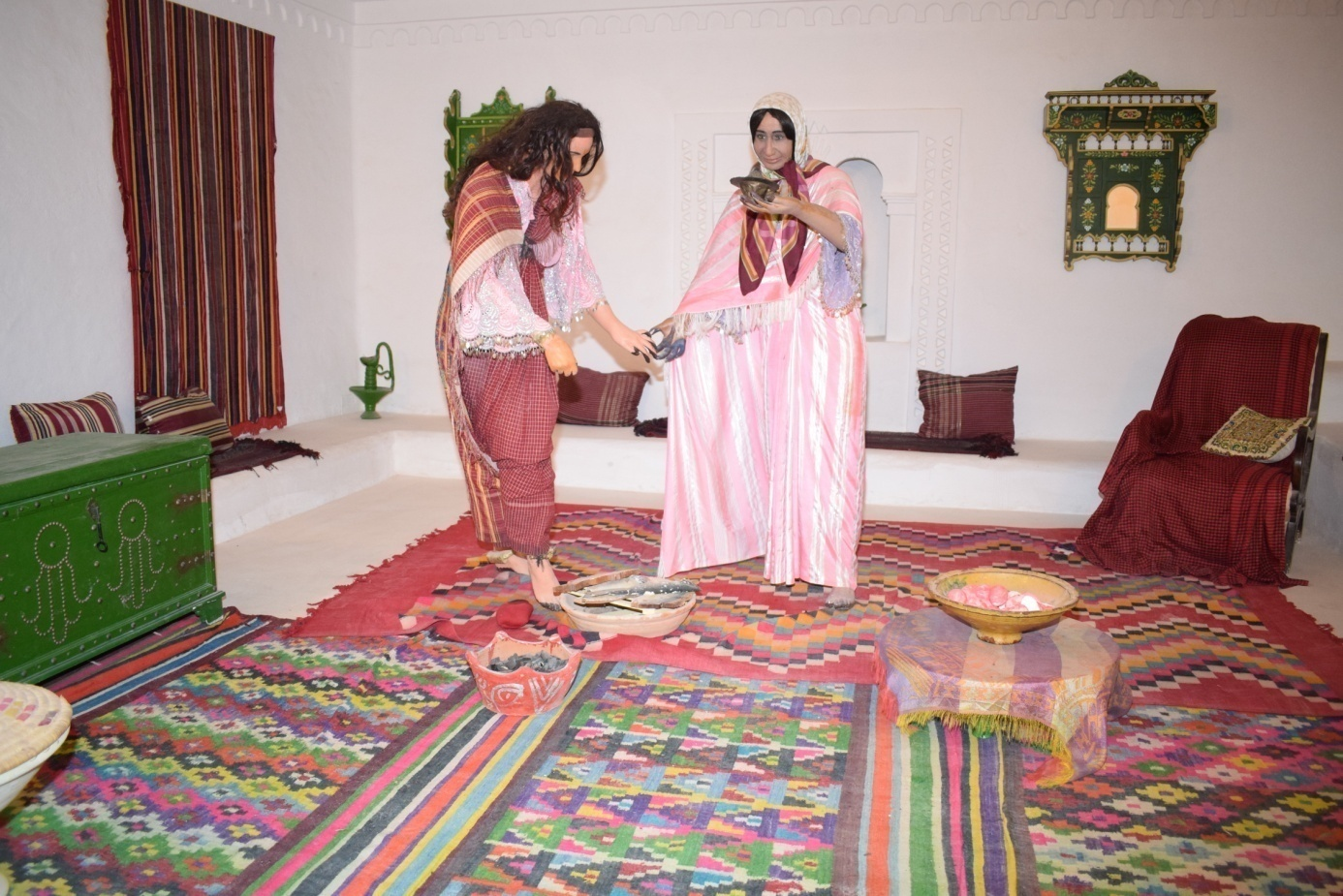
Scène d'un rituel lié au mariage.
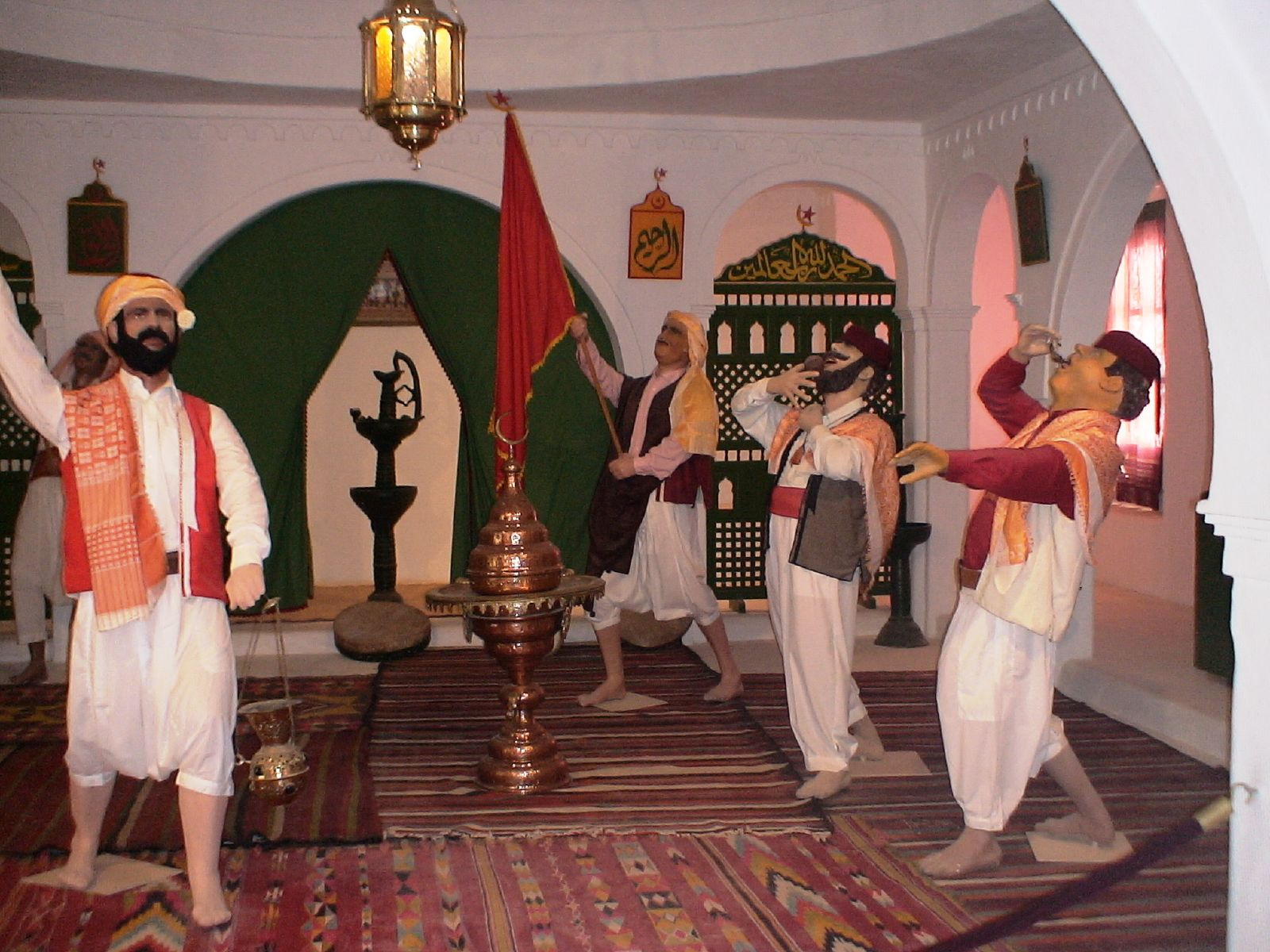
Scène de hadra.
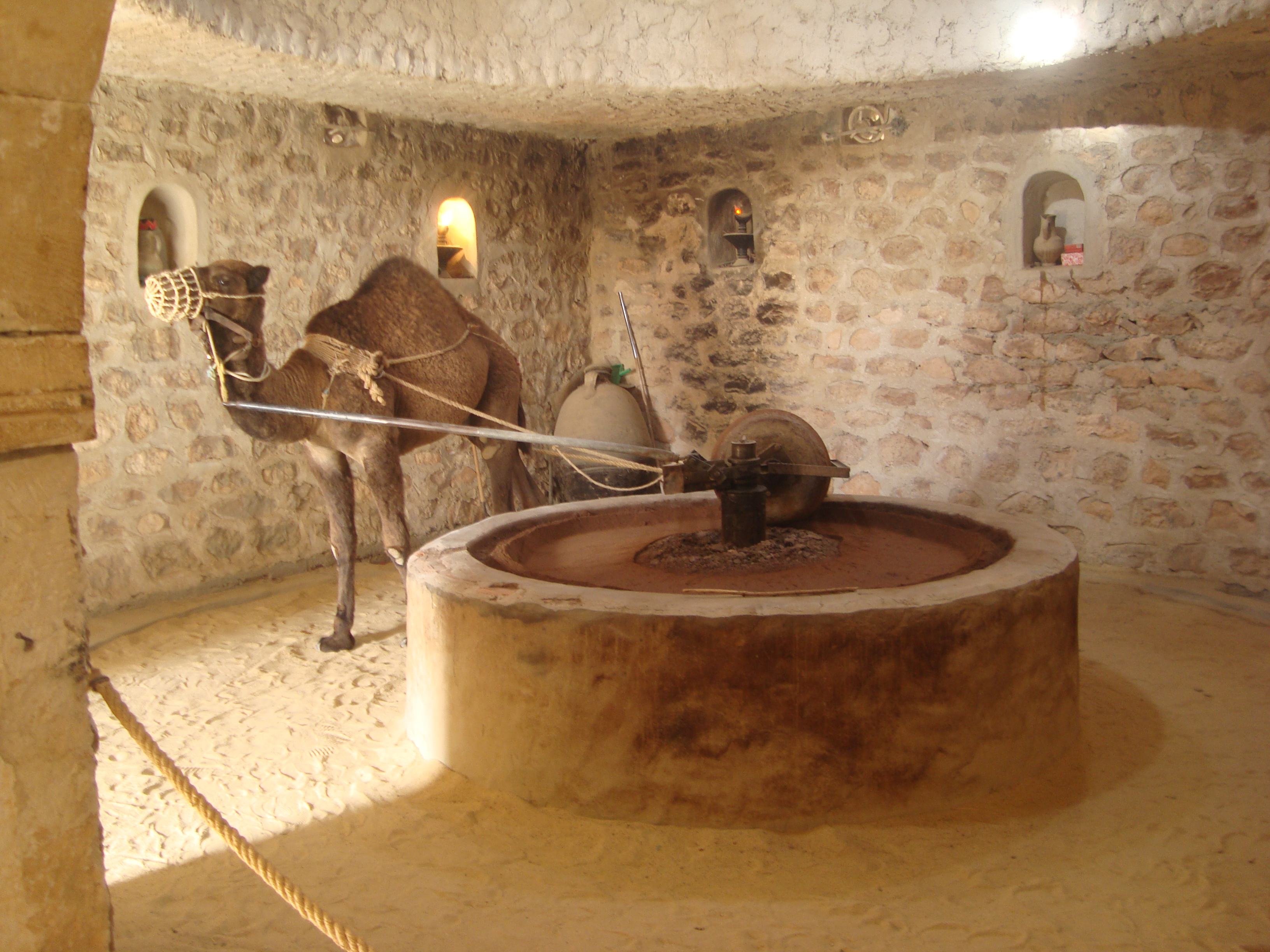
Broyage des olives par un chameau.